# Cal Xalet
Cal Xalet és una masia de la Pedra, al municipi de la Coma i la Pedra (Solsonès), inclosa a l'Inventari del Patrimoni Arquitectònic de Catalunya.

## Situació
Es troba al nucli de la Pedra, per damunt de l'església de Sant Serni i als peus del roc del Castell de la Pedra. S'hi pot anar a peu des de l'aparcament de l'entrada del nucli, sota l'església. Per un arranjat i dret carreró es puja a l'església i a la masia que es veu enfront, penjada sota el castell.

## Descripció

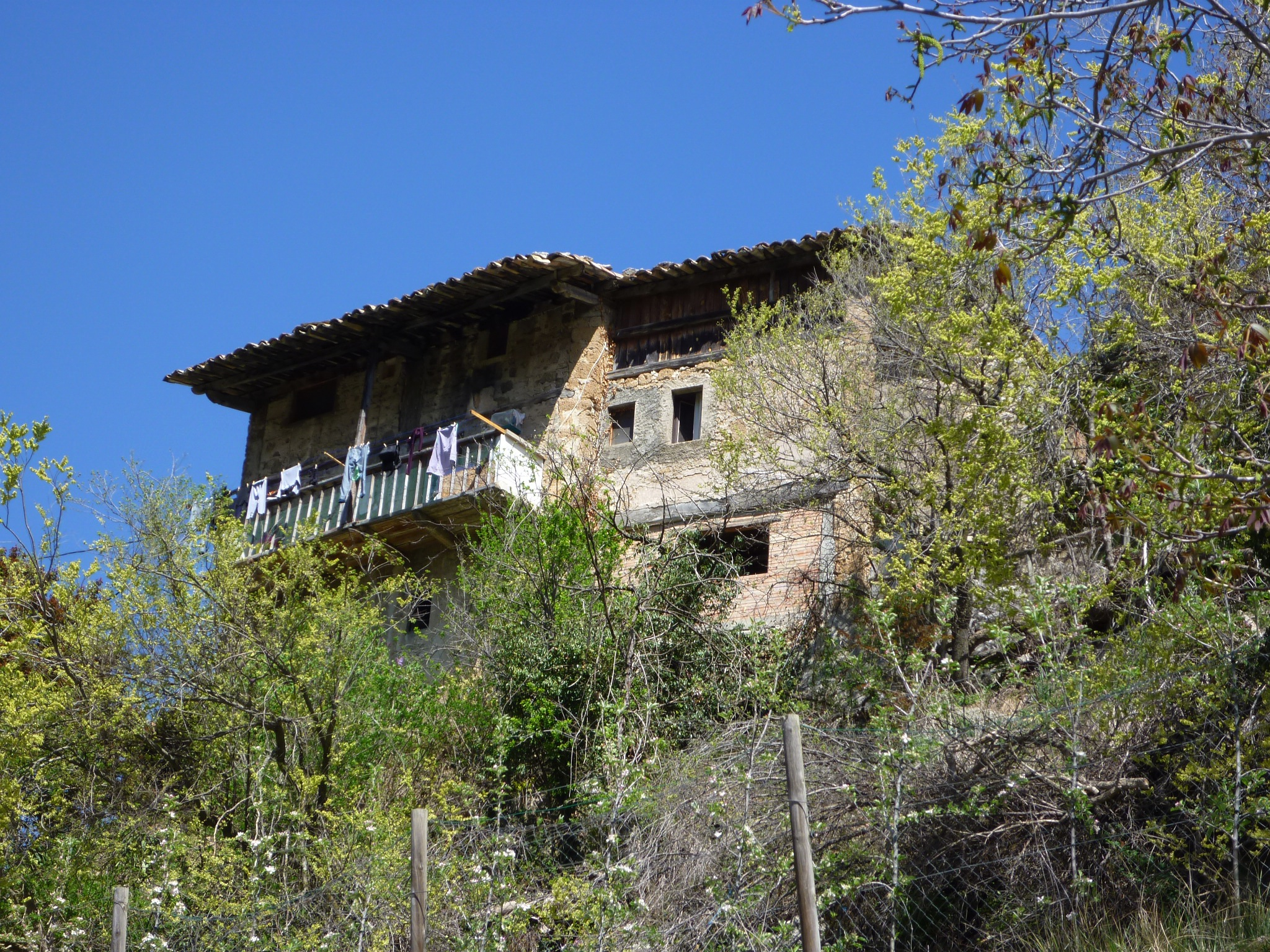
Una altra perspectiva de la masia

Construcció civil. Masia de planta totalment irregular adaptada al medi, a partir d'un esquema rectangular. Coberta a doble vessant i amb el carener paral·lel a la façana, orientada a ponent. La masia està construïda amb materials molt pobres (pedra dolenta, barreges de còdols de riu i argamassa) i la fusta, que és un element indispensable en aquestes zones de muntanya.
Està molt malmesa, però és un exemplar típic d'aquestes construccions rurals característiques de finals del segle xviii, en una època de màxim creixement demogràfic on a les zones de muntanya s'aprofitava al màxim el sól.

## Història
Masia del segle xviii que ha sofert molt poques modificacions i restauracions, i que s'ha mantingut habitada fins a l'actualitat. Típica masia de segle xviii, de reduïdes dimensions i adaptada a una activitat bàsicament ramadera.